# Los Silos
Los Silos je jednou z 31 obcí na španělském ostrově Tenerife. Nachází se na západě ostrova, sousedí s municipalitami Garachico, El Tanque, Santiago del Teide a Buenavista del Norte. Její rozloha je 24,23 km², v roce 2019 měla obec 4 693 obyvatel. Je součástí comarcy Daute/Teno. Na části území obce se rozkládá chráněné území Parque rural de Teno.